# Fratelli Quintale
I Fratelli Quintale sono stati un gruppo musicale di rap italiano, formatosi a Brescia nel 2006. La formazione è composta dagli MC's Merio e Frah e da DJ Breeda.

## Storia del gruppo
Il primo progetto dei Fratelli Quintale è The Reverse Coconut Mixtape pubblicato nel 2009, il lavoro contiene il pezzo classico Siamo noi.
Segue nel gennaio 2011 la pubblicazione di Green project lavoro prodotto e mixato interamente da Nost Nolli e contributi di DJ Breeda, fatta esclusione per Tutto quadra prodotta da Mekoslesh. All'interno troviamo il featuring con Ensi e Johnny Marsiglia nel brano Testimoney.
Il disco è stato masterizzato da Nost Nolli e dj Shocca presso l'Unlimited Struggle Studio di Treviso.
Il vero salto di qualità arriva verso la fine dello stesso anno con il mixtape Weekend col morto di Merio e DJ Breeda, il progetto è mixato e presentato da Ill Pska, membro dell'ex collettivo rap EazyTribe di Iseo.
Nel 2012 Frah fa uscire il suo mixtape Idiot savant, sempre in quell'anno partecipano all'album di Dj Slait, con la Machete Crew. A dicembre dello stesso anno esordiscono con il primo disco ufficiale One Hundred, composto da 15 tracce e interamente prodotto da Bosca, arrangiato e masterizzato da Marco Zangirolami. Nel dicembre 2013 il gruppo pubblica lo street album All You Can Eat, album di 19 tracce che comprende numerose collaborazioni, tra cui Ensi, Caneda, Lucci, Louis Dee, Bassi Maestro, Enigma, Jack The Smoker e molti altri.
Il 16 giugno 2015 pubblicano il nuovo disco ufficiale Tra il bar e la favola fuori per Carosello Records e Undamento.
I Fratelli Quintale sono gli Artisti del Mese selezionati da MTV New Generation, il progetto multimediale di MTV che dà la possibilità alle nuove leve della musica italiana di mostrare il proprio talento grazie a nuove opportunità di promozione on line e on air. Da martedì 21 luglio 2015 il video in rotazione su MTV Music è Avrei fermato il tempo. A luglio del 2015 è uscito il singolo Verso l'uscita sul loro canale VEVO.

## Componenti
Merio (Mario Quintale), classe 1988 inizia ad ascoltare hip hop nel 2005, poco dopo a scrivere testi e a fare freestyle. Dalla provincia si sposta poi alla città dove conosce Frah, Brescia. Nel 2006 esce il suo primo demo Via di mezzo sotto l'etichetta indipendente "PS Fucktory Label". Nell'agosto 2008 esce con l'EP Pregi e difetti con all'interno featuring di DJ Shocca, Ceri, Amon, Nost Nolli.
Frah, classe 1989, si avvicina alla cultura hip hop nel 2002 iniziando a dipingere. Dopo un paio d'anni inizia a fare freestyle e a scrivere testi, cominciando a suonare in qualche jam session cittadina.

## Discografia

### Album in studio
- 2011 – Green Project
- 2012 – One Hundred
- 2013 – All You Can Eat (Undamento / Carosello Records)
- 2015 – Tra il bar e la favola (Undamento / Carosello Records)

### Mixtape
- 2009 – The Reverse Coconut Mixtape